# Ford 021C
Ford 021C — концепт-кар, впервые представленный в октябре 1999 года на Токийском автосалоне. Он был спроектирован Марком Ньюсоном (англ. Marc Newson) и выпущен компанией Carrozzeria Ghia в Турине, Италия. Название автомобиля происходит от оранжевого цвета Pantone, который является любимым цветом Ньюсона, хотя автомобиль был перекрашен в лаймово-зелёный цвет. В апреле 2000 года автомобиль был представлен на Миланской мебельной выставке. Представители Ford заявили, что 021C также расшифровывается как «XXI век». Автомобиль был произведён исключительно в качестве упражнения по стилю и не предназначался для производства.

## Описание
Дизайн Ford 021C был заказан директором по дизайну Ford Джей Мэйсом (англ. J Mays), который выбрал Ньюсона после того, как увидел его кресло Lockheed в клипе Мадонны на песню «Rain». Результатом стал четырёхдверный седан в том, что Ньюсон назвал «ретро-футуристической» темой, похожей на прогнозы, сделанные для автомобилей 2000 года в 1960-х годах. Мэйс на презентации автомобиля язвительно заметил: «Вероятно, это больше Джордж Джетсон, чем Георг Йенсен» (англ. «It's probably more George Jetson than Georg Jensen»). «Форд» предложил эту концепцию молодым покупателям (в возрасте 21 года и младше), которые «хотят качественные продукты, выражающие их индивидуальность» (англ. «want quality products which express their individuality»).
Формы экстерьера и интерьера перекликались с предыдущими проектами Ньюсона для прямоугольных стеллажей для посуды с закруглёнными углами, мебели и ламп со спицами и ступицами. Концепция также включала в себя множество нововведений в интерьере, таких как четыре сиденья, с двумя передними сиденьями, вращающимися на пьедесталах; приборная панель, похожая на драгоценный камень, которая перемещалась вертикально, чтобы вместить водителей разного роста. Когда включался свет, на потолке белоснежным светом светилась электролюминесцентная плёнка. Циферблаты приборной панели были созданы часовой компанией Ньюсона Ikepod, а рулевое колесо напоминало его крючок для пальто Alessi 1997 года.
Внешние особенности автомобиля — выдвижной багажник, заднепетельные двери и светодиодная светотехника спереди и сзади. Светотехника была создана Джонатаном Коулзом (англ. Jonathan Coles) для компании Isometrix Lighting. После презентации в Токио автомобиль был окрашен в зелёный цвет, а его демонстрация продолжилась на различных художественных выставках.

## Технические характеристики
021C оснащён 1,6-литровым двигателем Zetec мощностью 74 кВт (99 л. с.) с приводом на передние колёса. Коробка передач — четырёхступенчатая автоматическая. 16-дюймовые легкосплавные колёсные диски имеют изготовленные на заказ графитовые шины Pirelli. Кузов автомобиля был сконструирован из композитов из углеродного волокна и был спроектирован с минимальным орнаментом поверхности.
Длина автомобиля составляет 3601 мм, ширина — 1648 мм, а колёсная база — 2485 мм. В отличие от Ford Ka первого поколения, Ford 021C укорочен на 19 мм.

## Приём
После презентации Ford 021C в 1999 году на Токийском автосалоне автомобильные критики в целом раскритиковали дизайн, а один из них самоуничижительно назвал себя «старым и оторванным от жизни» (англ. «old and out of touch») и, таким образом, не смог оценить то, что воспринималось как коробка для игрушек. Другие отметили резкий разрыв во мнениях между «традиционными» критиками автомобильного стиля и профессионалами в области дизайна, которые приветствовали единые концепции в дизайне. Джонатан Гленси (англ. Jonathan Glancey), пишущий статью для газеты The Guardian, сказал, что большинство «современного дизайна автомобилей примерно так же интересно, как наблюдать за тем, как сохнет краска магнолии» (англ. «contemporary car design is about as interesting as watching magnolia paint dry»), и назвал 021C «привлекательным», отметив, что «[он заставил] всех, кто его видел, улыбнуться» (англ. «[it made] everyone who saw it smile»).
В 2009 году критики пересмотрели дизайн 021C и обнаружили, что дизайн устарел, но всё ещё выглядит гладким и современным. Алекс Кирштейн (англ. Alex Kierstein), который в 2020 году писал статью для журнала Automobile, отметил влияние оригинального iMac G3 и назвал его «опередившим своё время... если бы Ньюсон разработал Ford 021C сегодня, возможно, его можно было бы переделать в небольшой серийный электромобиль» (англ. «ahead of its time ... had Newson penned the Ford 021C today, maybe it could have been recast as a small production EV»), сравнивая его с современными городскими электромобилями, такими как Fiat New 500 и Honda e.

## В популярной культуре
Владелец автомобиля, похожего на Ford 021C, получил штраф за парковку от новоиспечённого офицера Джуди Хоппс (англ. Judy Hopps) в фильме «Зверополис» (англ. Zootopia). Джей Мэйс указан в титрах как главный автомобильный дизайнер фильма.

## Выставки
- Токийский автосалон (октябрь 1999 года)
- Североамериканский международный автосалон (январь 2000 года)[21]
- Миланская мебельная выставка (апрель 2000 года)
- Музей дизайна (Лондон) (май—июль 2001 года)
- Галерея Гагосян (Нью-Йорк) (сентябрь—октябрь 2010 года)[22]
- Художественный музей Филадельфии (ноябрь 2013—апрель 2014 года)[23]